# Puddles Of H2O
Puddles Of H2O (Pozze di H20) è il primo singolo pubblicato dagli Atban Klann, tratto dall'album mai messo in commercio, Grass Roots.
Per questo brano è stato realizzato un video musicale.

## Tracce
Cassetta singola
- "Puddles of H2O" - 3:29
- "Puddles di H2O" (Instrumental) - 3:29
- "Let Me Get Down" (Clean) - 4:48
- "Let Me Get Down" (Instrumental) - 4:48

CD Singolo
- "Puddles of H20" - 3:39
- "Let Me Get Down" - 4:48
- "Duet" - 4:18
- "Juggling My Nuts" - 1:04